# ロサンゼルスオートショー
ロサンゼルスオートショー (Los Angeles Auto Show) は、1907年から毎年アメリカ合衆国・ロサンゼルスのロサンゼルス・コンベンションセンターで開催される国際自動車展示会。
2005年までは1月前半に開催されていたが、デトロイトで開催される北米国際オートショーと時期が重なるのを避けるため、2006年から12月に開催時期が変更されることになった。なお2006年に限り1月と12月の2回開催される。